# 1470-es évek
Évszázadok: 14. század · 15. század · 16. század
Évtizedek: 1420-as évek · 1430-as évek · 1440-es évek · 1450-es évek · 1460-as évek · 1470-es évek · 1480-as évek · 1490-es évek · 1500-as évek · 1510-es évek · 1520-as évek
Évek: 1470 · 1471 · 1472 · 1473 · 1474 · 1475 · 1476 · 1477 · 1478 · 1479

## A világ vezetői
- I. Mátyás magyar király (Magyar Királyság)  (1458–1490† )